# Zhang Yuzhe

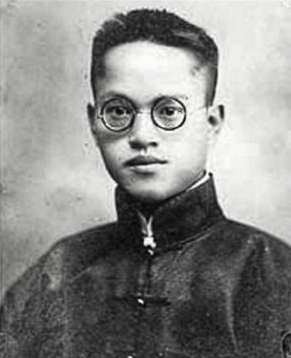
Zhang Yuzhe

Zhang Yuzhe (chinesisch 张钰哲, Pinyin Zhāng Yùzhé, W.-G. Chang Yu-Che; * 16. Februar 1902 in Minhou; † 21. Juli 1986 in Nanjing) war ein chinesischer Astronom.

## Leben
Zhang Yushe (Zhang ist der Familienname) wurde am 16. Februar 1902 in Minhou, in der Provinz Fujian auf der Festlandseite der Formosastraße, als Sohn eines Regierungsbeamten geboren. Er war das jüngste von insgesamt sieben Kindern, sein Vater starb, als Zhang Yushe zwei Jahre alt war. Nach der Schulzeit folgte er einem älteren Bruder nach Peking, wo er die Mittelschule und eine der Peking-Universität angegliederte Hochschule besuchte. 1919 bestand er die Aufnahmeprüfung am Tsinghua-College, dem Vorläufer der heutigen Tsinghua-Universität. Studenten dieses  Colleges waren für ein Studium in den USA vorgesehen, so kam Zhang zunächst an die Purdue University, wo er Maschinenbau studierte, er wechselte dann zu einem Architekturstudium an die Cornell University und dann noch einmal zur Mathematik und Physik an der University of Chicago, wo er sich auch mit Astronomie, insbesondere mit Bahnbestimmungen, befasste. 1926 erwarb er seinen Bachelor-Abschluss, ging an das Yerkes-Observatorium der Chicagoer Universität und erhielt 1927 seinen Master-Abschluss.
1928 gelang ihm die Entdeckung eines Asteroiden, den er nach seinem Heimatland „(1125) China“ benannte, doch leider konnte seine Bahn nicht ausreichend bestimmt werden, so dass er verloren ging und der Name später für einen anderen Asteroiden verwendet wurde. Erst 1986 nach Zhangs Tod wurde der ursprüngliche von Zhang entdeckte Asteroid wiedergefunden und wird heute unter dem Namen (3789) Zhongguo geführt (chinesisch 中國, Pinyin Zhōngguó bedeutet China), so dass es heute zwei nach China benannte Asteroiden gibt. 1929 wurde Zhang mit einer Dissertation über Bahnebenen von Doppelsternen unter George Van Biesbroeck promoviert (Ph.D.).
Im Herbst 1929 kehrte Zhang nach China in die damalige Hauptstadt Nanjing zurück, wurde an der dortigen Universität Professor für Astronomie, Himmelsmechanik und Astrophysik und forschte am Institut für Astronomie und Astrophysik der Academia Sinica.
1933 heiratete er Tao Qiang, aus der Ehe gingen zwei Kinder hervor.
Nach Ausbruch des zweiten Japanisch-Chinesischen Krieges 1937 nahm Japan Peking und Nanjing ein, so dass Zhang mit seiner Familie in die Kriegshauptstadt Chongqing ziehen musste. 1941 wurde er zum Direktor des Instituts für Astronomie und Astrophysik der Academia Sinica ernannt und ging mit seinem Team nach Kunming, wo das neue Observatorium Yunnan auf dem Phönixberg errichtet wurde, mit dessen Leitung er betraut war. Unter Kriegsbedingungen organisierte er von dort aus eine Expedition zur Beobachtung der Sonnenfinsternis vom 21. September 1941 in ein 3200 km entferntes Gebiet in Gansu und berichtete darüber in einem in Popular Astronomy erschienenen Artikel mit dem Titel „Solar Eclipse Observed in China Under the Shadow of Japanese Bombers“ (Eine in China beobachtete Sonnenfinsternis unter dem Schatten japanischer Bomber).
Nach dem Zweiten Weltkrieg ging Zhang erneut zu einem wissenschaftlichen Austausch in die USA und traf dort auf namhafte Astronomen wie Jan Oort, Bengt Strömgren oder Subrahmanyan Chandrasekhar. Unter Vermittlung seines früheren Lehrers Otto von Struve kam er am McDonald-Observatorium in Texas unter. Er beobachtete das Spektrum eines neu entdeckten Bedeckungsveränderlichen.
Als Zhang 1948 nach China zurückkehrte, war die Academia Sinica in den Wirren des Konflikts zwischen Kommunisten und Nationalisten nach Taiwan umgezogen. Zhang entschied, mit seiner Familie in Festlandchina zu bleiben. Nach dem Sieg der Kommunisten 1949 ging er nach Nanjing zurück und wurde 1950 zum Direktor des Instituts für Astronomie ernannt, das sich in Sternwarte am purpurnen Berg umbenannte. Er behielt diese Stellung bis 1984 und war darüber hinaus Ehrendirektor bis zu seinem Lebensende. An der Sternwarte wurden unter Zhang zahlreiche Asteroiden und die drei Kometen 62P/Tsuchinshan 1, 60P/Tsuchinshan 2 und  C/1977 V1 (Tsuchinshan) entdeckt (chinesisch 紫金山, Pinyin Zĭjīnshān, W.-G. Tsuchinshan bedeutet purpurner Berg).
Zhang wurde 1959 zum Mitglied der zweiten Politischen Konsultativkonferenz des chinesischen Volkes gewählt und war Abgeordneter im dritten, vierten, fünften und sechsten Nationalen Volkskongress.
1966 setzte die Kulturrevolution ein und Zhang und seine Frau wurden bald als Reaktionäre verdächtigt. Während seine Frau Übergriffe und Anfeindungen erleiden musste, blieb Zhang, nicht zuletzt wegen seiner internationalen Reputation, einigermaßen verschont, musste aber Teile seiner Arbeiten einstellen. Erst nach Maos Tod und der Verhaftung der Viererbande 1976 erhielt Zhang seine volle Anerkennung und alle Positionen zurück.
Im Jahre 1960 kündigte die Chinesische Astronomische Gesellschaft, angeführt von Zhang Yuzhe, aus Protest gegen die Aufnahme Taiwans die Mitgliedschaft in der Internationalen Astronomischen Union (IAU) auf. Es dauerte bis 1979, dass China der IAU wieder beitreten konnte. Die Vertreter aus Taiwan und der Volksrepublik China, unter ihnen war wieder Zhang, einigten sich auf eine „duale“ Mitgliedschaft unter den Namen „China Taipei“ bzw. „China Nanjing“, eine Regelung, die bis heute (2024) besteht.
Zhang veröffentlichte während seines Lebens über 100 wissenschaftliche Arbeiten und 10 Bücher, selbstverfasste und Übersetzungen. Zhang war die führende Figur der chinesischen Astronomie während des kalten Krieges und gilt als „Vater der modernen chinesischen Astronomie“. Zhang Yuzhe starb am 21. Juli 1986 im Alter von 84 Jahren.

## Ehrungen
- Zhang war von 1943 bis 1985 Präsident der Chinesischen Astronomischen Gesellschaft.

- Der 1976 entdeckte Asteroid (2051) Chang wurde nach  Zhang Yuzhe benannt.[13]

- 1990 gab das chinesische Postministerium eine Briefmarke mit seinem Porträt heraus.[3]

- Im Jahre 2010 benannte die IAU den Mondkrater Zhang Yuzhe offiziell nach Zhang Yuzhe.[14]